# Ines Kostić
Ines Kostić (Mostar (Joegoslavië), 21 oktober 1984) is een Nederlands-Bosnisch politicus voor de Partij voor de Dieren (PvdD).

## Biografie
Kostić is geboren in Bosnië en Herzegovina en vluchtte op tienjarige leeftijd naar Nederland na het uitbreken van de Joegoslavische Burgeroorlog. Ze studeerde kunst, cultuur en media aan de Rijksuniversiteit Groningen en politicologie aan de Universiteit Antwerpen.
Kostić heeft zich aangesloten bij de Partij voor de Dieren, omdat ze in die partij een soort politiek zag die wezenlijke verandering tot stand kan brengen. Dit in tegenstelling tot de andere partijen, die volgens haar te snel compromissen sluiten. Vanaf 28 maart 2019 was ze lid van de Provinciale Staten van Noord-Holland. Bij de Statenverkiezingen van 15 maart 2023 was ze de Noord-Hollandse lijsttrekker van de PvdD, die toen een zetel won. Sinds het begin van die zittingsperiode was ze fractievoorzitter. Als Statenlid heeft ze zich onder meer ingezet voor dierenwelzijn en een strenger beleid wat betreft Tata Steel. Daarnaast was ze vanaf 2017 manager bij de Animal Politics Foundation, de internationale organisatie van de Partij voor de Dieren, en deed ze vanaf 2016 vrijwilligerswerk als voorlichter bij COC Nederland.
Bij de Tweede Kamerverkiezingen van 22 november 2023 was Kostić de nummer 2 van de PvdD, en werd ze gekozen tot lid van de Tweede Kamer. Hierom gaf ze op 11 december 2023 haar afscheidsspeech in de Provinciale Staten, en verliet ze deze op 5 februari 2024.

## Persoonlijk
Kostić identificeert zich als non-binair en wil aangeduid worden met zij/haar of die/diens. Zij is het eerste lid van de Tweede Kamer dat zich openlijk als zodanig identificeert, en heeft er mede voor gezorgd dat 'Statenlid' als aanspreekvorm kan worden gebruikt in de Noord-Hollandse Staten, naast 'meneer' en 'mevrouw'. Ook is ze veganist.
Ines Kostić · Esther Ouwehand · Christine Teunissen
- Parlement.com: vm6i9pfk8ku9